# Poitiers

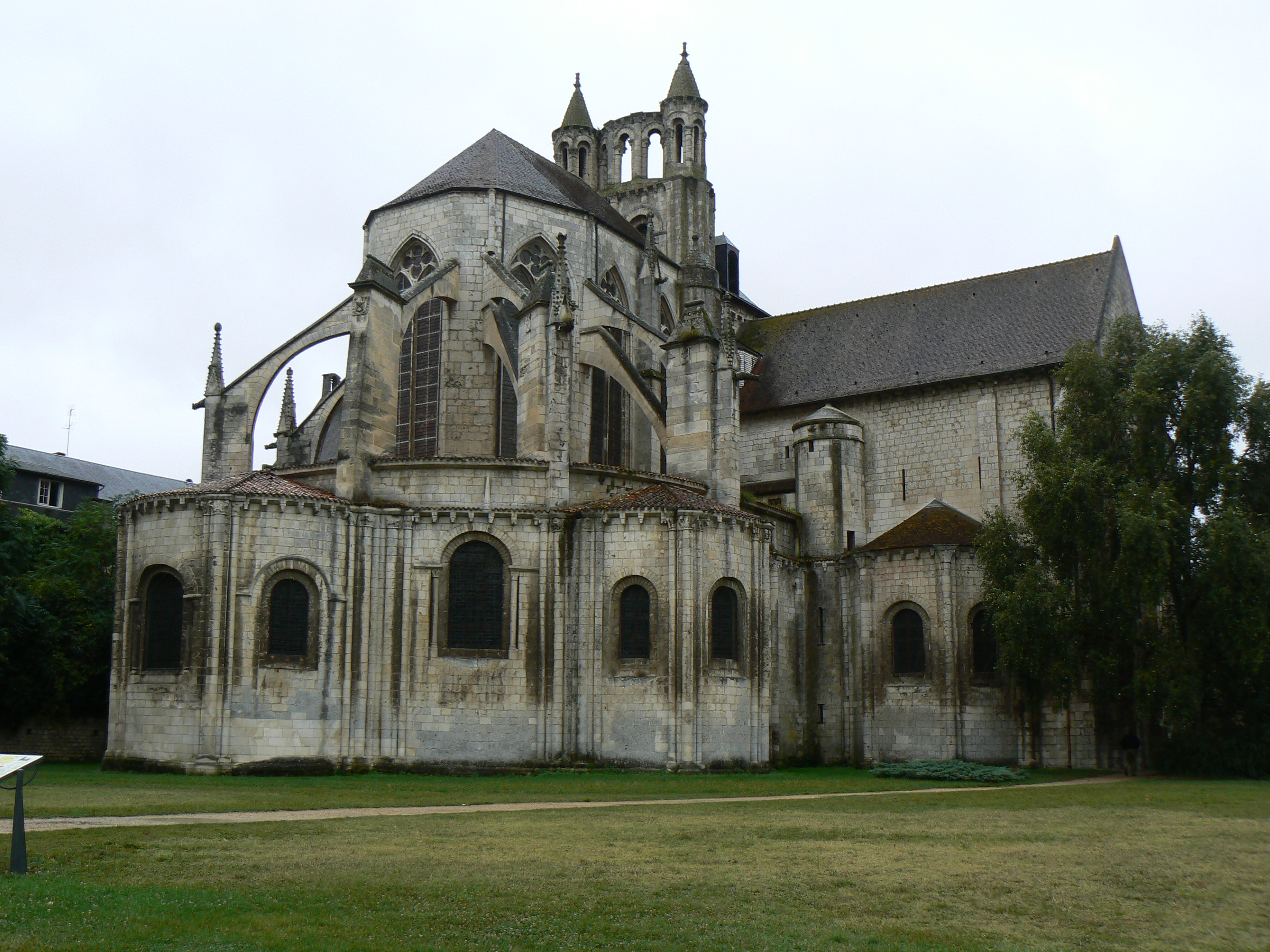
Église St-Jean-De-Montierneuf

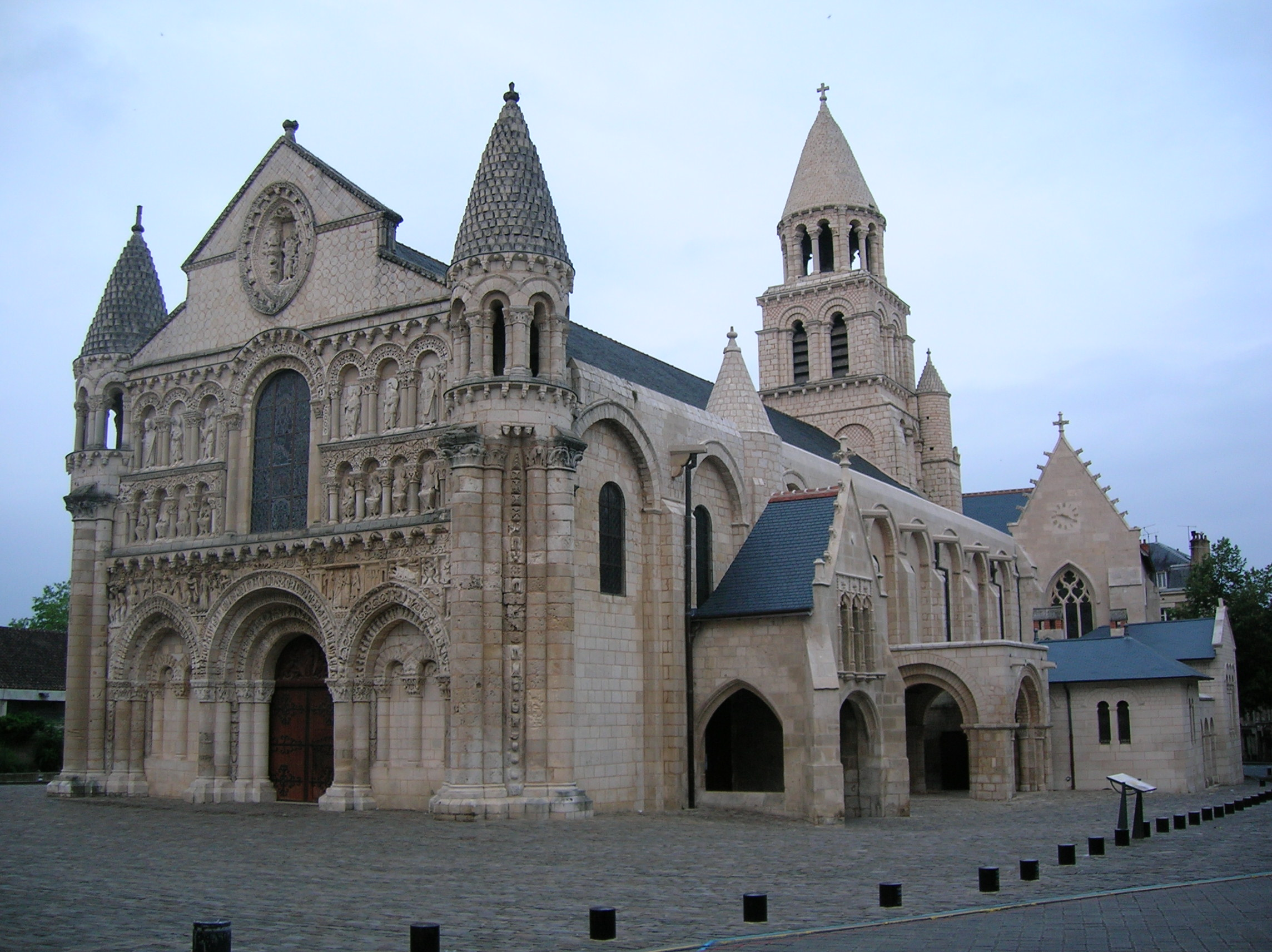
Église Notre-Dame-la-Grande

Poitiers (IPA: [pwatje]ⓘ) város Franciaország középső részén, Új-Aquitania régió Vienne megyéjének székhelye (prefektúra). Poitou történelmi régió központja volt. Az elmúlt évtizedek ipartelepítésének köszönhetően gyorsan fejlődő település. Franciaország kulturális és történelmi városa, az ország 45. legnépesebb települése. Lakosainak száma 89 472 fő (2022. január 1.). Poitiers Biard, Bignoux, Buxerolles, Croutelle, Fontaine-le-Comte, Ligugé, Mignaloux-Beauvoir, Migné-Auxances, Montamisé, Saint-Benoît, Sèvres-Anxaumont és Vouneuil-sous-Biard községekkel határos.

## Története
A rómaiak több várost építettek ki a gall települések helyén. Már a 3. században megjelentek a keresztények; itt van az ország legrégibb temploma. A korai középkorban ezen a tájon győzte le I. Klodvig frank király 507-ben a Vizigót Királyságot. 
A frank hódítás után a középkor nagy részében Poitou grófság székhelye volt.
732-ben Poitiers alatt állította meg a szaracénok előrenyomulását Martell Károly.
Az 1356-os második poitiers-i csatában itt esett az angol csapatok fogságába II. János francia király. A terület 1416-ban lett végleg a Francia Királyság része. VII. Károly még trónörökösként ide hívta össze a parlament tanácskozását, amelyen 1429 márciusában Jeanne d’Arc is megjelent.
A reneszánsz korban egyetemén 4000 hallgató tanult. A város valóságos irodalmi központtá nőtte ki magát. A a virágzásnak a vallásháborúk vetettek véget. 
A 19–20. században már nem túl fejlett mezőgazdasági régióként tartották számon. A legutóbbi évtizedekben a hírközlés és az elektronikai ipar betelepedése ismét a gyorsan fejlődő körzetek közé emelte.

## Népesség
| Lakosok száma | 87 427 | 87 918 | 90 590 | 88 291 | 88 665 | 89 212 | 90 033 | 90 240 | 89 472 |
|               | 2013   | 2015   | 2016   | 2017   | 2018   | 2019   | 2020   | 2021   | 2022   |

## Látnivalók

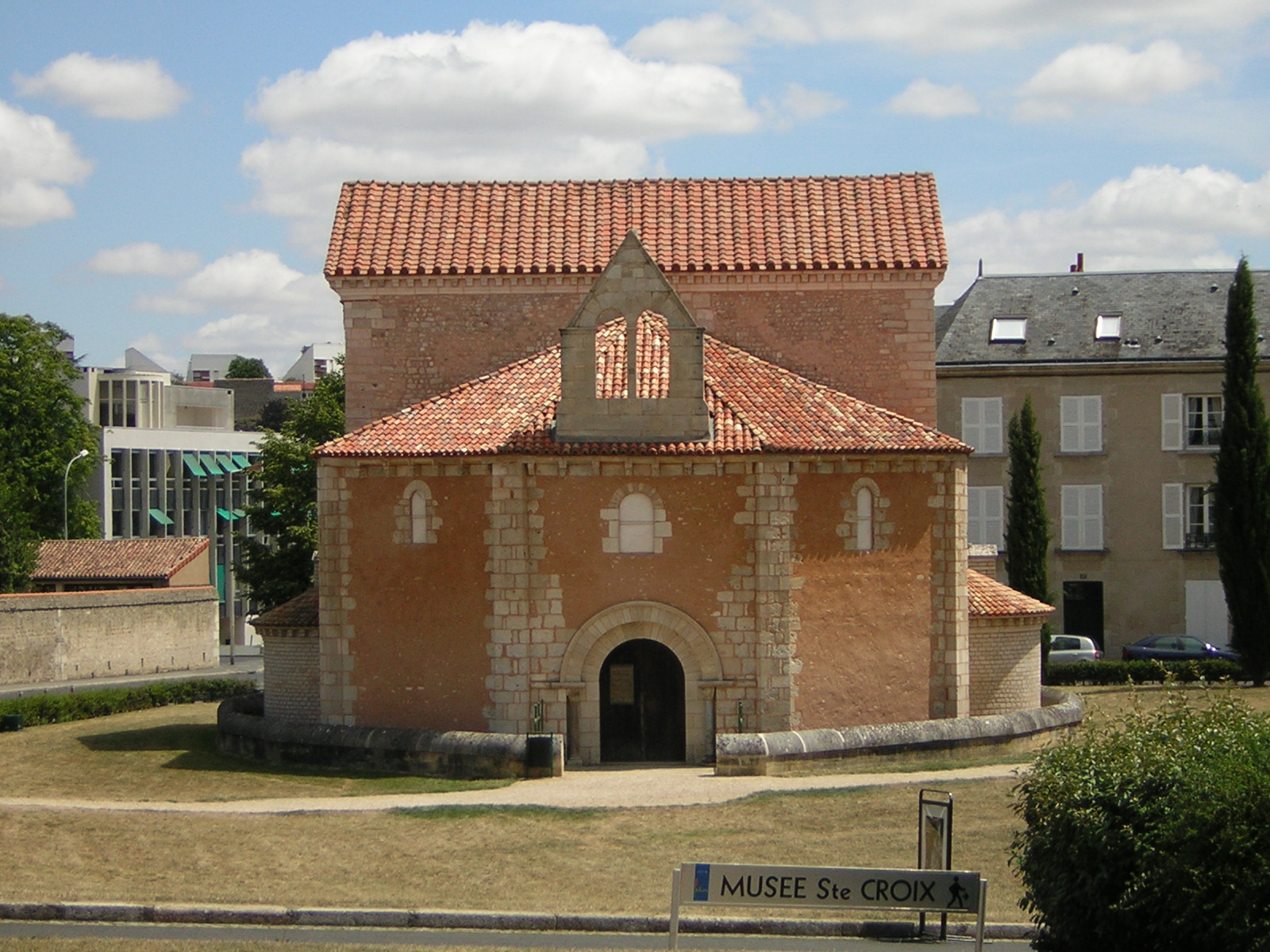
A Szent János-keresztelőkápolna

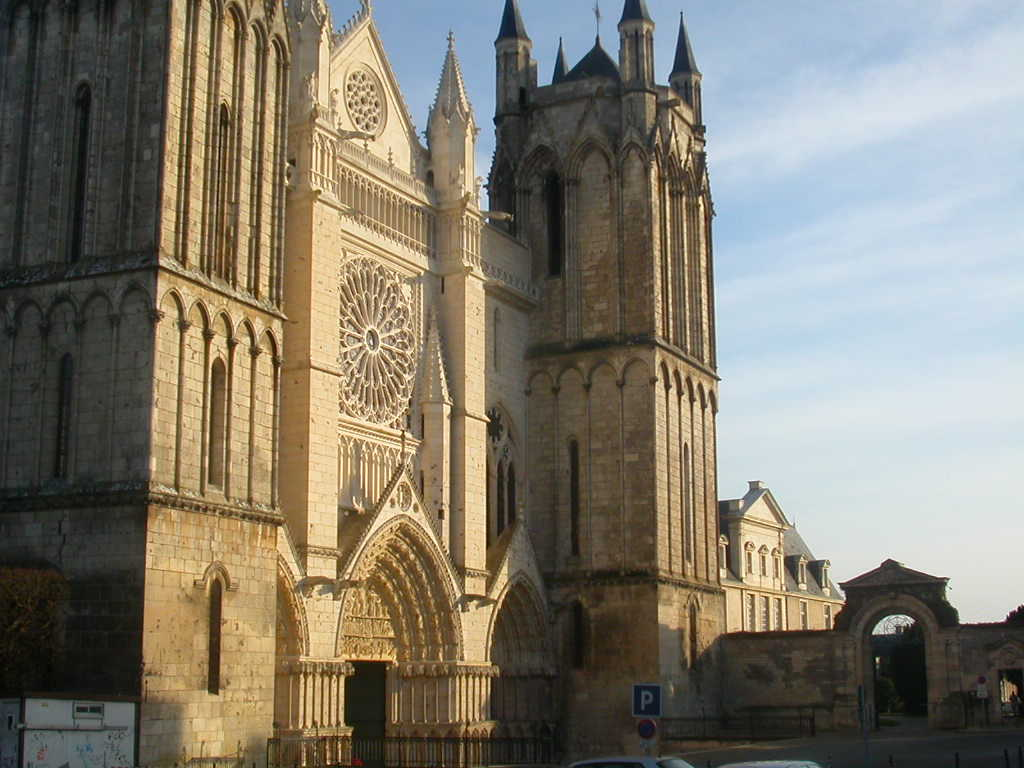
A Szent Péter-székesegyház

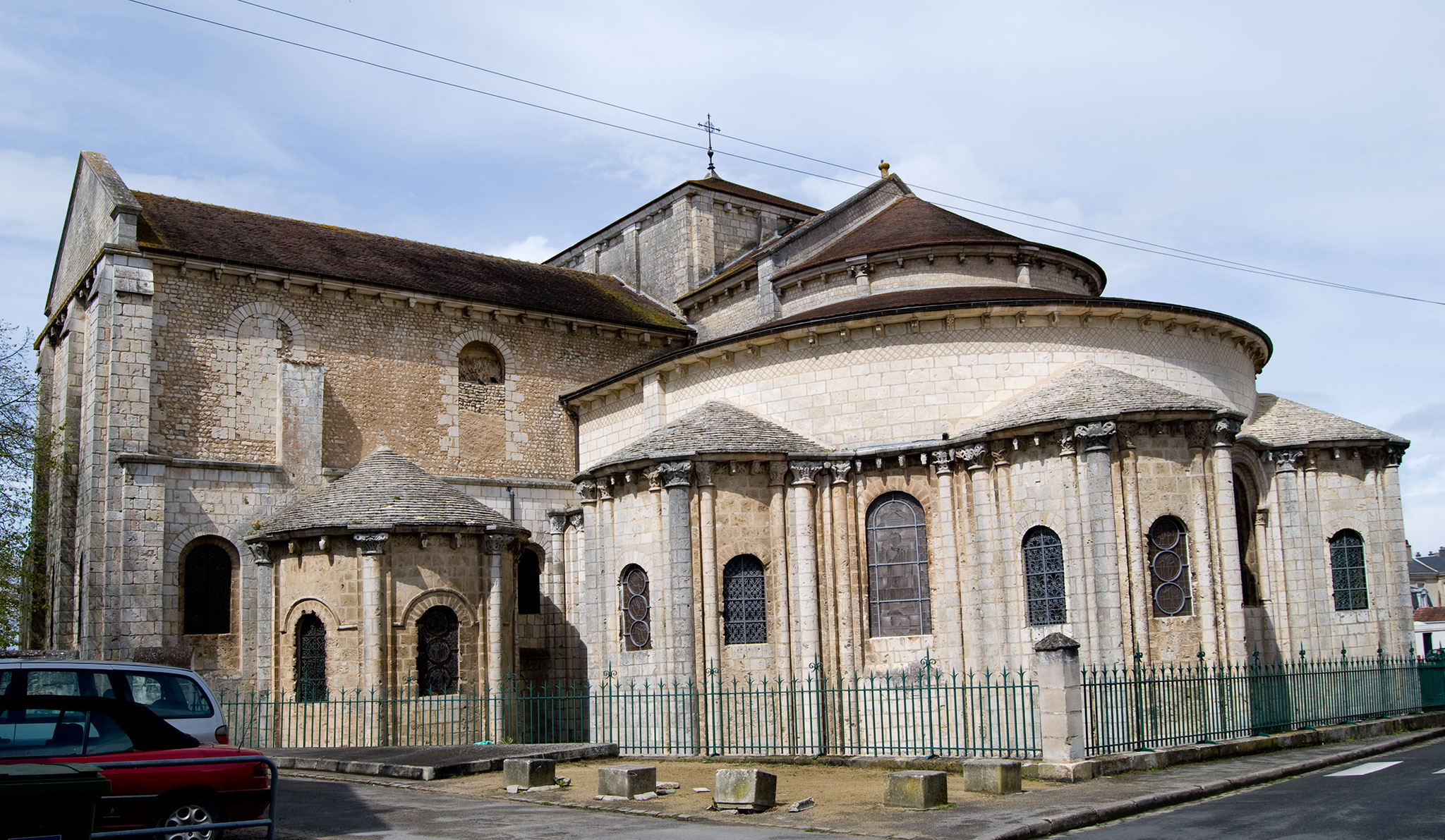
Église St-Hilaire-le-Grand

- A történelmi városmag – a Clain folyócska és egy pataknál alig nagyobb Boivre összefolyásánál, egy kis dombon alakult ki. Az alig egy négyzetkilométernyi területen a francia történelem és kultúra számos kincse található.
- Szent János-keresztelőkápolna – az ország legrégebbi keresztény kápolnája, a 4. században épült, mai formáját a 6–7. században nyerte el, bár a 20. században néhány átalakítást is végeztek rajta. A kápolna eredetileg csak két teremből állt, a keresztelőből, amelynek közepén földbe süllyesztve látható a keresztelőmedence, s a narthexből, előcsarnokból, itt vetették le ruhájukat a megkeresztelendők, majd itt öltötték magukra a fehér leplet, amely az egyházhoz tartozásukat jelképezte. Később a narthexet sokszögletűvé alakították, a keresztelőkápolnát apszisokkal toldották meg. Oszlopait gazdag faragás díszíti, a falakon pedig feltárták az eredeti fafestményeket, amelyeket a 12. században újabb festményekkel takartak el. Az egyik freskó Nagy Konstantint, az elsőként keresztény hitre tért római császárt ábrázolja. A templomban összegyűjtött Meroving-kori szarkofág- és kőleletek között egy hatalmas kőtrón is van.
- Musée Ste-Croix – modern épület, ahol archeológiai-, és kisebb népművészeti gyűjtemény és figyelemre méltó képtár van. A helyén állt egykori Szent Kereszt-apátság néhány romja a múzeum mellett ma is látható.
- Szent Péter-székesegyház – a hatalmas középkori, háromhajós katedrális a 12–14. században épült. Két, nem teljesen egyforma és viszonylag alacsony homlokzati tornya között a hármas kapuzat gótikus jellegű. A középsőt az Utolsó ítélet jelenetei díszítik, baloldalt Szűz Mária, jobboldalt Szent Tamás életéből van dombormű, ő tudniillik a kőfaragók védőszentje is.
- Szent Radegunda-templom – Szent Radegunda, I. Chlothar király felesége apátságot alapított a városban, emlékét hirdeti a folyóparti templom, amelynek alapjait azonban a királyné kora előtt, a 6. században vetették meg. Keverednek rajta a román és a gótikus elemek, a bejárati csarnok és a torony a 15. században készült. A bejárat elpusztult szobrait modern kori művekkel pótolták.
- Église Notre-Dame-la-Grande – a város egyik büszkesége, egyben a román kori építészet egyik legszebb franciaországi példája a templom. Mindössze 57 méter hosszú és alig 13 méter széles, kaputornyai is alacsonyak, de homlokzata megdöbbentően gazdagon díszített. A két alacsony kaputorony között hármas kapuzat nyílik, a két szélső azonban be van falazva. Valóságos bibliai képeskönyvet faragtak föléjük a 12. századi mesterek. E fölött kettős galéria következik a hatalmas középső ablak két oldalán, az alsóban az apostolok közül nyolc, a felsőben a fennmaradó négy, a bal szélen minden bizonnyal Poitiers-i Szent Hilár, a jobbon Szent Márton. A szobrokat és az ablakokat gazdagon faragott keret fogja körbe. Az ablak fölött hatalmas ovális keretben áll Krisztus szobra, a Nap és a Hold jelképével.
- Palais de Justice – a bíróság épülete, itt tartotta ülését a parlament VII. Károly trónörökös idejében.
- Église St-Porchaire – a bejárat és a gazdag díszítésű torony 11, a templom többi része 16. századi. A bejárat felett bibliai jelenetek láthatóak. Harangja 1451 óta szólal meg, ez volt az egyetem harangja, csendülése a tanórák kezdetét jelezte.
- Église St-Hilaire-le-Grand – a 11. században épült, de egy tűzvész után, a 12. században eredeti építészeti megoldásokkal átalakították. Mivel a korábbi fatető leégett, új tartóíveket kellett építeni, ezekhez viszont új tartóoszlopok kellettek. Így lett végül kéthajós a templom, amely ugyanakkor meg is rövidült. A kereszthajó bal oldalához építették a 11. században a tornyot, alatta kápolnát alakítottak ki.
- Hotel Fumé – 16. századi épület, ma az egyetem része.
- Église St-Jean-De-Montierneuf – a sokszor átalakított apátsági templom szentélye jól mutatja az eredeti, 11. századi stílusjegyeket. Az épületet gótikus részekkel egészítették ki, a homlokzat pedig 17. századi alkotás.

## Híres poitiers-iek
- Michel Foucault, filozófus
- Jean-Pierre Thiollet, újságíró, esszéista
- Michel Roger, Monaco államminisztere
- Itt hunyt el Antelme Édouard Chaignet (1819–1901) francia filozófus, történész, egyetemi tanár
- Blanche Monnier (1849–1913)

## Testvérvárosok
- Northampton
- Marburg
- Lafayette (Louisiana)
- Coimbra
- Jaroszlavl
- Jászvásár
- Moundou, Csád
- Eggelsberg